# Bagolino
Bagolino is een gemeente in de Italiaanse provincie Brescia (regio Lombardije) en telt 3885 inwoners (31-12-2004). De oppervlakte bedraagt 109,8 km², de bevolkingsdichtheid is 36 inwoners per km².
De volgende frazioni maken deel uit van de gemeente: Ponte Caffaro.

## Demografie
Bagolino telt ongeveer 1630 huishoudens. Het aantal inwoners daalde in de periode 1991-2001 met 3,5% volgens cijfers uit de tienjaarlijkse volkstellingen van ISTAT.
| Jaar | Inwoneraantal |
| ---- | ------------- |
| 1991 | 4062          |
| 2001 | 3919          |

## Geografie
De gemeente ligt op ongeveer 778 m boven zeeniveau.
Bagolino grenst aan de volgende gemeenten: Anfo, Bienno, Bondone (TN), Breno, Collio, Condino (TN), Idro, Lavenone, Prestine, Storo (TN).

## Externe link

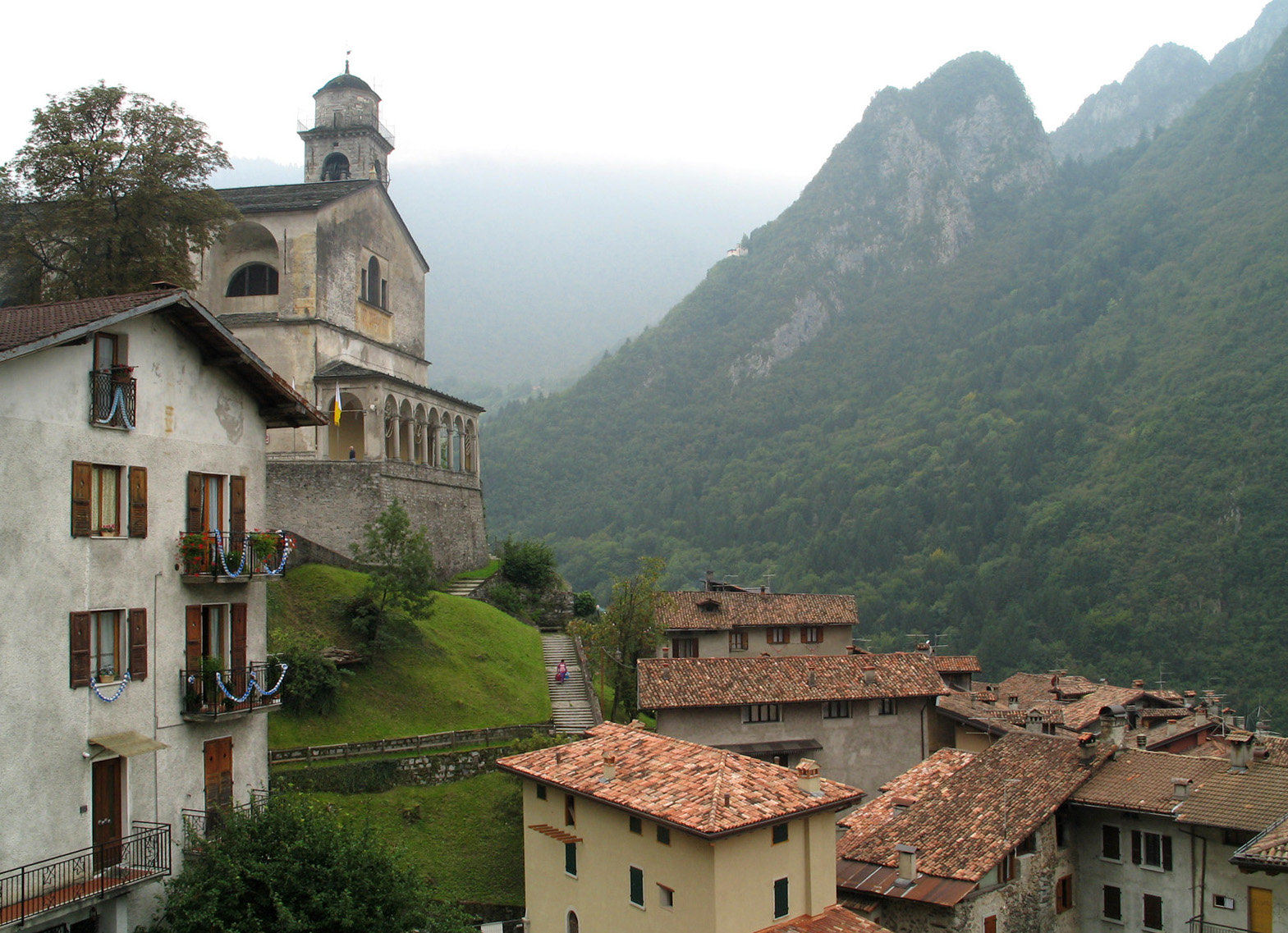
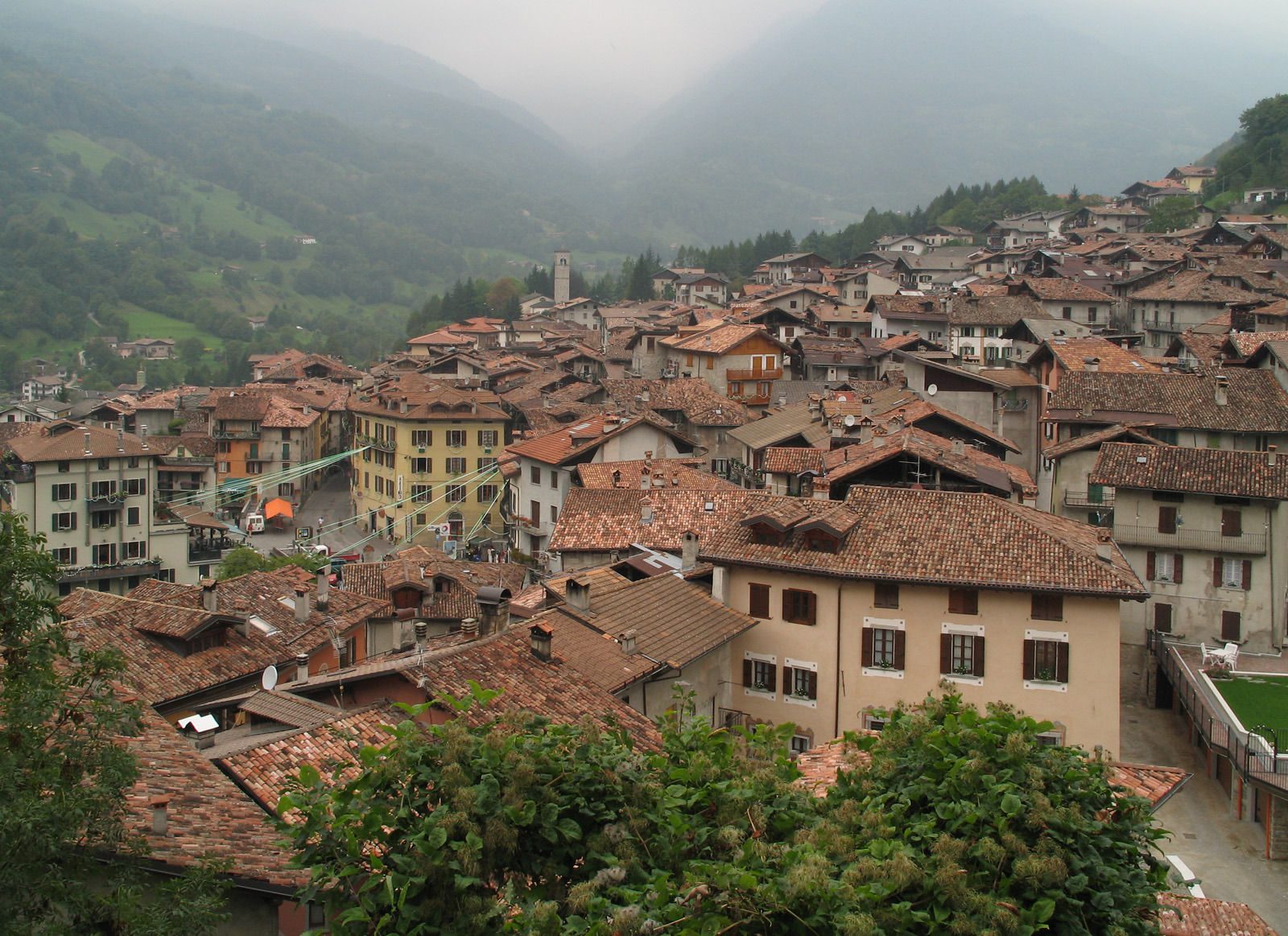
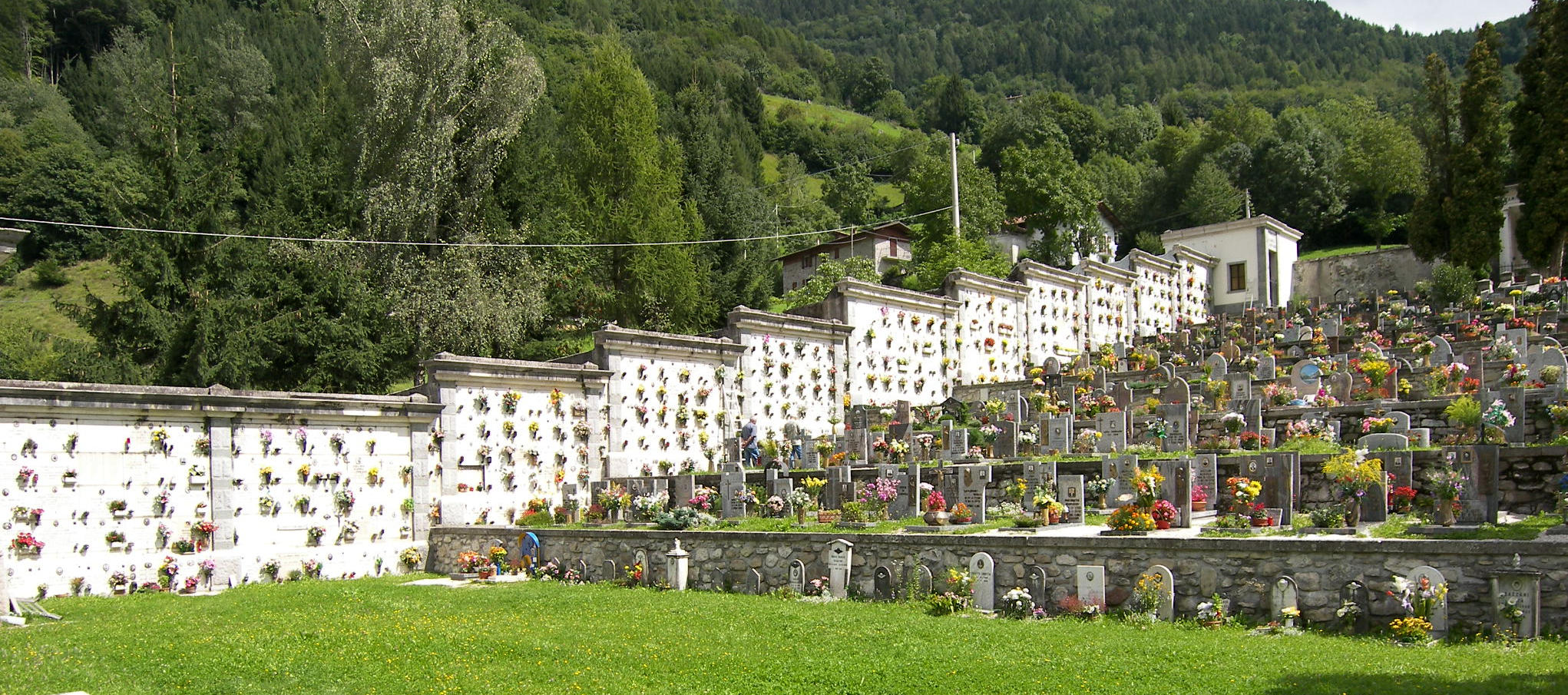
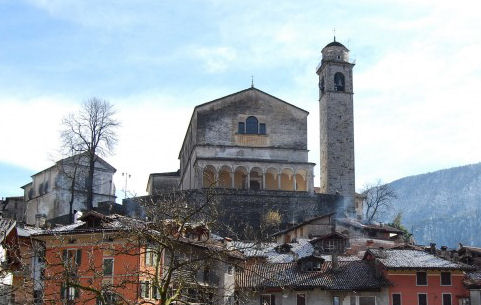